# SN 2007hp
SN 2007hp – supernowa typu Ia odkryta 1 września 2007 roku w galaktyce A003801-1457. W momencie odkrycia miała maksymalną jasność 19,50m.